# Shane Gallagher
Shane Gallagher (Yakarta, 30 de diciembre de 1973) es un músico estadounidense que tocaba la guitarra para la banda de pop punk +44, comenzó tocando en The Nervous Return.

## Inicio en Plus 44
En el 2006, Gallagher se unió con Mark Hoppus, Travis Barker (ambos de Blink 182) y Craig Fairbaugh (guitarrista The Transplants, Mercy Killers, Lars Frederiksen and the Bastards,The Forgotten y Vintage 46) para formar +44. Estos últimos entraron en reemplazamiento de Carol Heller guitarrista de +44 después de que dejara la banda por asuntos familiares. Gallagher es un estricto vegetariano. Ha tocado la guitarra desde que tenía 4 años de edad. Comenzó su carrera musical con el infame "Word of Todd in Rialto Ca". La costumbre de Fender Telecaster (color negro) se ha visto en el vídeo When Your Heart Stops Beating. Shane toca una guitarra Fender Jazzmaster en ocasiones.